# Walter Schleger

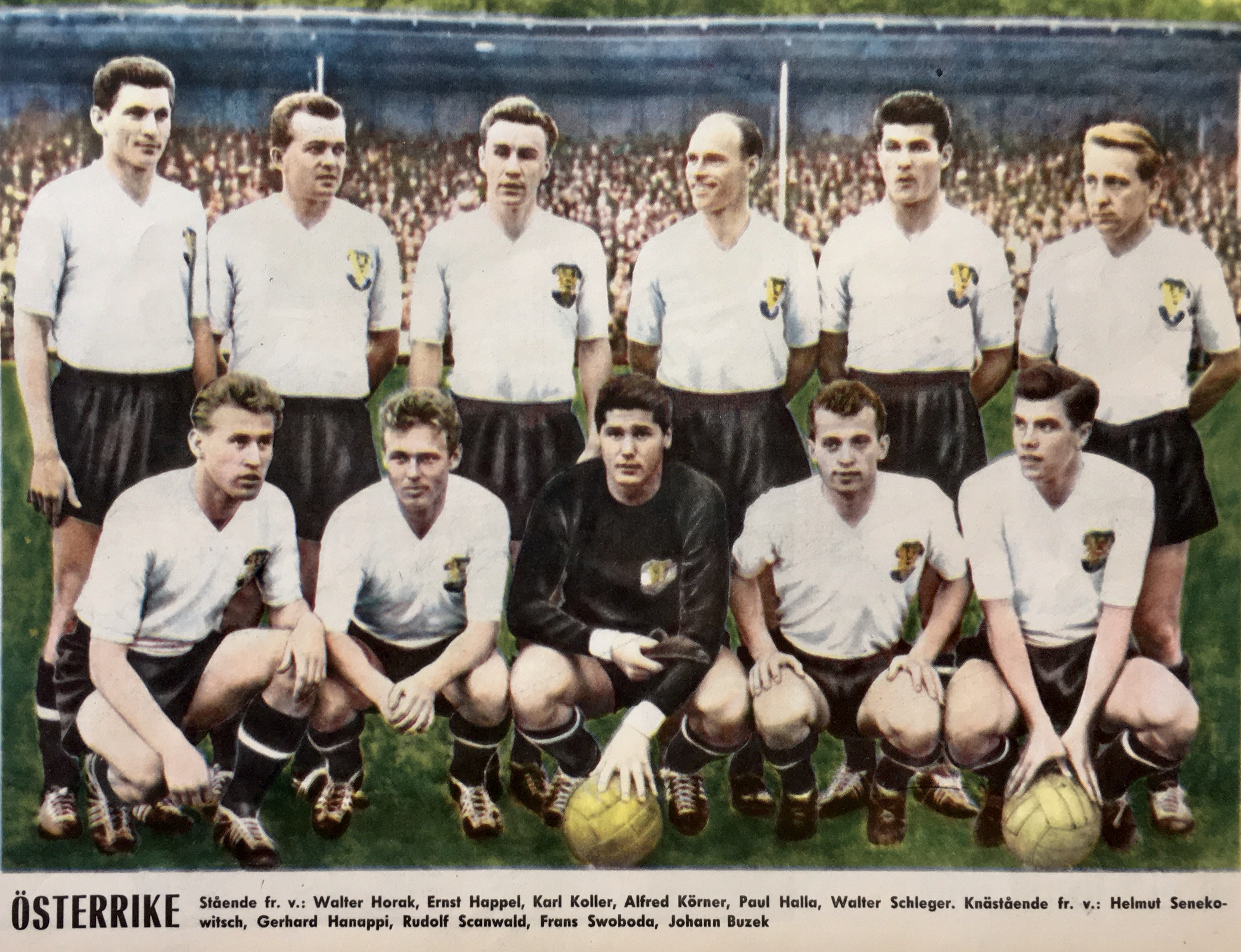
Österreichische Nationalmannschaft aus dem Jahre 1958 – Bild zeigt 2. Reihe stehend v. l.: Walter Horak, Ernst Happel, Karl Koller, Alfred Körner, Paul Halla, Walter Schleger; 1. Reihe hockend v. l.: Helmut Senekowitsch, Gerhard Hanappi, Rudolf Szanwald, Franz Swoboda und Johann Buzek

Walter Schleger (* 19. September 1929 in Prag; † 3. Dezember 1999) war ein österreichischer Fußballspieler und Universitätsprofessor für Tierzucht, Genetik und Kynologie an der Veterinärmedizinischen Universität in Wien.

## Fußballspieler
Walter Schleger größter Erfolg als Fußballspieler war die Teilnahme an der Weltmeisterschaft 1954 mit der österreichischen Nationalmannschaft, zudem wurde er 1955 in die Europa-Auswahl einberufen. Er galt als ein trickreicher, sehr schneller Spieler auf der Position eines Stürmers mit einer guten Sprintfähigkeit sowie einer feinen Technik.
Walter Schleger begann mit dem Fußballspielen in der Nachwuchsmannschaft der Prager Sparta, bevor er nach Wien kam. Seine ersten Spiele in der Meisterschaft absolvierte der Stürmer ab 1949 für den Wiener Sport-Club. Er verließ die Dornbacher recht bald und wechselte 1951 zur Wiener Austria, bei der er bis zum Ende seiner Karriere verblieb. Als frischgebackener Austrianer debütierte er zudem am 23. September 1951 für die österreichische Fußballnationalmannschaft im Länderspiel gegen Deutschland. Nachdem Walter Schleger erstmals 1953 mit den Veilchen die Meisterschaft gewonnen hatte, nahm er 1954 mit der Nationalmannschaft an der Fußball-Weltmeisterschaft in der Schweiz teil.
Walter Schleger kam im ersten Spiel der Weltmeisterschaft beim 1:0-Sieg über Schottland zum Einsatz, musste allerdings in den folgenden Spielen gemeinsam mit Robert Dienst seinen Klubkollegen Ernst Stojaspal und Turl Wagner im Sturm Platz machen. Das österreichische Team erreichte das Halbfinale, in dem wiederum Walter Schleger spielen durfte. Er tat dies allerdings als Verteidiger, da der gelernte Stürmer Helmut Rahn stoppen sollte. Österreich unterlag Deutschland, schlug aber im kleinen Finale um Platz 3 den bis dato amtierenden Weltmeister Uruguay.
1958 nahm Walter Schlegler ein weiteres Mal mit der Nationalmannschaft an einer Weltmeisterschaft teil. In Schweden scheiterten die Österreicher allerdings bereits in der Gruppenphase, wobei man mit Brasilien, England und der Sowjetunion ein besonders schweres Los gezogen hatte. Am Ende seiner Fußballerkarriere gewann Walter Schleger noch drei Meistertitel mit der Austria en suite (1961, 1962, 1963) und konnte ebenso viele Erfolge im Cup feiern.
Stationen als Fußballer
- Wiener Sport-Club (1949–1951)
- FK Austria Wien (1951–1964)

Sportliche Erfolge
- 4 × Österreichischer Meister: 1953, 1961, 1962, 1963
- 3 × Österreichischer Vizemeister: 1952, 1954, 1964
- 3 × Österreichischer Pokalsieger: 1960, 1962, 1963
- 1 × Österreichischer Pokalfinalist: 1964

- Teilnahme Weltmeisterschaft 1954: 3. Platz
- Teilnahme Weltmeisterschaft 1958: Gruppenphase (besten 16)
- 22 Länderspiele und 1 Tor für die österreichische Fußballnationalmannschaft von 1951 bis 1962

## Veterinärmediziner
Nach dem Ende seiner Fußballerkarriere wandte sich der 1956 promovierte Tiermediziner der Tierzucht, Genetik und Kynologie zu, habilitierte sich 1973 und wurde schließlich 1976 als Vorstand des Instituts für Tierzucht und Genetik der Veterinärmedizinischen Universität Wien eine der führenden Kapazitäten auf diesen Gebieten. Außerdem leitete er von 1977 bis 1996 das von ihm eingerichtete Ludwig Boltzmann-Institut für Immuno- und Zytogenetische Forschung. Von 1983 bis 1985 war er Rektor der Veterinärmedizinischen Universität Wien. Als Universitätsprofessor wurde er 1991 emeritiert.

## Hauptwerk
- Untersuchungen über das Verhalten der Phosphatasereaktion in erhitztem Rahm und in erhitzter Milch. Diss. Tierärztl. Hochschule Wien, 1956.
- Genetischer Polymorphismus im Serum und Erythrozytenhaemolysat beim Pferd. Habilitationsschrift TiHo Wien, 1972.
- Hundezüchtung in Theorie und Praxis. Ein genetischer Leitfaden für erfolgreiche Rassehundzucht. Wien u. München, Jugend und Volk, 1. Aufl. 1986; 2. Aufl. mit Irene Stur 1990.

## Auszeichnungen
- 1987 Wissenschaftspreis des Landes Niederösterreich
- Großes Goldenes Ehrenzeichen für Verdienste um die Republik Österreich
- Große Goldene Ehrenmedaille der Bundeshauptstadt Wien
- 1987 ordentliches Mitglied der Naturwissenschaftlichen Klasse der Sudetendeutschen Akademie der Wissenschaften und Künste
- Preis der Kammer der gewerblichen Wirtschaft Wien
- Ehrenkreuz für Wissenschaft und Kultur erster Klasse